# Tanasevitchia
Tachygyna és un gènere d'aranyes araneomorfes de la subfamília dels erigonins, dins de la família Linyphiidae. Es poden trobar a Rússia.
Fou descrit per primera vegada per Y. M. Marusik i Michael I. Saaristo l'any 1999.

## Llista d'espècies
Segons The World Spider Catalog 12.0:
- Tanasevitchia strandi (Ermolajev, 1937)
- Tanasevitchia uralensis (Tanasevitch, 1983) (Espècie tipus)